# Infinite Jest
Infinite Jest Brasil: Graça Infinita / Portugal: A piada infinita é um romance de David Foster Wallace, amplamente aclamado como um dos melhores romances das últimas décadas.
Devido à extensão (mais de mil páginas, centenas das quais são notas em uma secção separada no final) e à diversidade de temas que cobre, costuma ser classificada simultaneamente nos géneros de sátira, romance existencialista, ficção científica, tragicomédia, distopia, romance filosófico, romance político e romance psicológico. A narração usa, e às vezes combina, técnicas de monólogo interior, alternância de narradores e bibliografia ficcional.

## Temas
“O motivo pelo qual insisti na ideia de que Infinite Jest era um livro presidido pelo signo da tristeza é porque, quando começaram a me entrevistar pouco depois da sua publicação, todo mundo insistia que era um livro muito divertido, coisa que eu não entendia e me intrigava, mas honestamente também me decepcionava, porque para mim o sentimento dominante do livro é uma imensa tristeza.
”

— David Foster Wallace
A obra, com mais de mil páginas, destaca-se por uma intrincada e inusitada estrutura narrativa, caracterizada pela presença labiríntica de múltiplos narradores e por uma cronologia interna altamente recortada e não linear, sustentada por uma quantidade imponente de notas de rodapé (são 388, muitas das quais são notas de notas adicionais), funcionando como uma cola entre os vários níveis da narrativa e, ao mesmo tempo, como uma ferramenta caleidoscópica para o estudo aprofundado das questões endereçado.
O Romances ocorre em Boston, em um futuro não especificado, mas não muito longe do período em que foi publicado. O livro aborda uma ampla gama de tópicos, como o tênis funcionando como uma uma metáfora para o espírito competitivo intrínseco do estilo de vida da sociedade americana; as infinitas "soluções em um espaço finito"; a dependência de drogas e programas de recuperação e reabilitação relacionados (o verdadeiro fulcro sobre o qual giram a maioria dos eventos); o abuso infantil; a publicidade sua relação dialética com o tecido social; o entretenimento popular em suas formas mais alienantes; as teorias cinematográficas mais díspares e, por meio da história de um grupo secessionista quebequense ilustrado no livro, a complexa relação da identidade nacional.
A complexidade e a vastidão de sua estrutura e dos temas tratados, portanto, muitas vezes o levaram a ser definido como um exemplo de "romance enciclopédico pós-moderno" e a ser comparado, como outras obras de Wallace, às correntes do realismo histérico e do avantpop.

### Título
O romance leva o nome, pelo menos em parte, de um verso de Hamlet, em que o príncipe dinamarquês se refere a Yorick, o bobo da corte: " Ai, pobre Yorick! Eu o conheci, Horácio: um companheiro de piadas sem fim" (infinito gracejo, no idioma original). Esta citação é mencionada muitas vezes ao longo do livro, já que a produtora de filmes de James Incandenza se chama "Poor Yorick Productions".
Durante a elaboração do livro, Wallace escolheu o título temporário de A Failed Entertainment. A este respeito, o autor afirmou:
Citação: Se o livro é sobre alguma coisa, é sobre tal questão: por que estou assistindo tanta merda? Não é sobre a merda. É sobre mim: por que estou fazendo isso? O título original era A Failed Entertainment, e o livro está estruturado como um entretenimento que não funciona.